# Maison de la Nouvelle-Calédonie à Paris

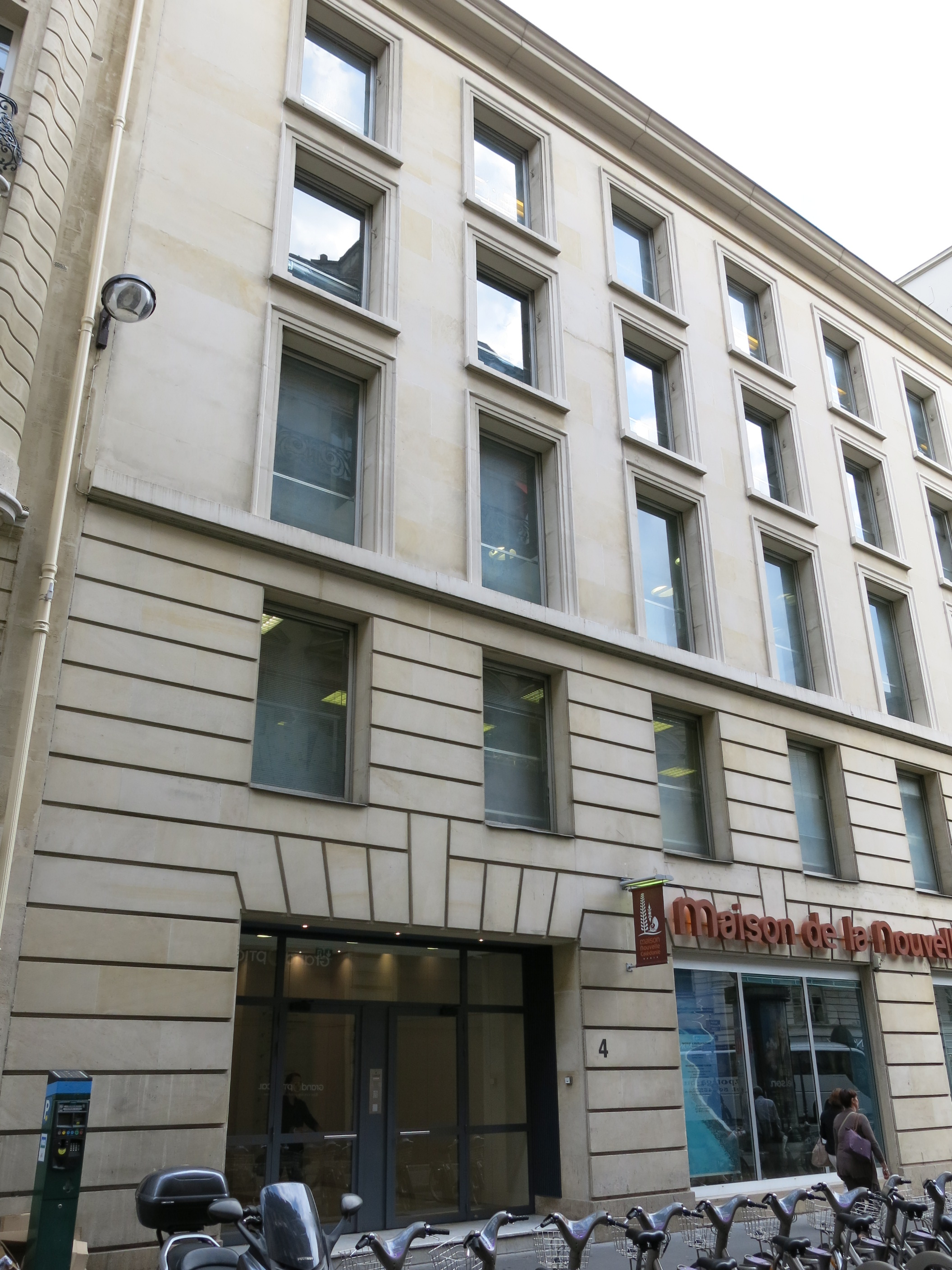
Maison de la Nouvelle-Calédonie à Paris in der 4b Rue de Ventadour

Das Maison de la Nouvelle-Calédonie à Paris ist eine öffentliche Einrichtung in Paris, die in Frankreich die Interessen der politischen Institutionen des französischen Überseegebiets Neukaledonien vertritt, sowie deren Bürger, insbesondere Studenten, die sich in Frankreich aufhalten, unterstützt. Es ist auch auf internationalen Veranstaltungen wie Messen, Ausstellungen und Festivals präsent, um den Archipel zu promoten.

## Geschichte
Es wurde am 18. April 1990, rund zwei Jahre nach Abschluss des Matignon-Abkommens, als Verein gegründet. Es war zunächst in der 7 Rue du Général Bertrand (75007) ansässig.  Als seine Aufgaben erweitert wurden, zog es im November 2008 an den aktuellen Standort in der 4b Rue de Ventadour (75001), nahe der Pariser Oper. Es verfügte seit 2017 über ein Budget von 3,7 Mio. Euro und beschäftigt 23 fest angestellte sowie 20 befristete Mitarbeiter. Im März 2021 wurde ihr vom territorialen Rechnungshof eine schlechte Führung vorgeworfen, besonders eine verschwenderische Gehälterpolitik. Daraufhin wurde im Februar 2022 von den Abgeordneten der Südprovinz ein neues Statut, das einer Groupement d’Intérêt Public vorgeschlagen. Seit 2006 wurde es von Joël Viratelle bis zu seinem plötzlichen Tod im Juli 2022 geleitet. Ihm wurde im Bericht des Rechnungshofs vorgeworfen, seit seiner Amtsübernahme ein überhöhtes „Entsendungsgehalt“ aus Neukaledonien, das jedoch nur Bediensteten aus Frankreich zusteht, die nach Neukaledonien entsendet werden, und für den Stellenwechsel eine „Entschädigung“ von 48 Monatsgehältern erhalten zu haben.

## Gebäude
Das Gebäude stellt eine Vitrine des Überseegebiets dar und symbolisiert anhand der Innenarchitektur dessen Eigenarten. Gleich am Eingang befinden sich zwei große Aquarien mit tropischen Fischen. Auf dem weiteren Weg beschreitet der Besucher unter gläsernen Bodenplatten ausliegenden Sand der Loyalitätsinseln und der Grande Terre, anschließend tritt er über roten Laterit und grünes Nickelerz, die die Berge und die Bodenschätze der Inselgruppe verkörpern. Am Rand des Weges, der zum traditionellen Grande Case (spitze Strohdachhütte) der Kanak führt, befinden sich einheimische Pflanzen. Üppige Vegetationswände stellen den dichten Wald dar, der heilige Ort, in dem die Geister der Urahnen leben. Das Grande Case wird durch acht hohe, im Kreis aufgestellte Totem allegorisiert, welche die acht Häuptlingsgebiete (aires coutumières) Neukaledoniens repräsentieren. Diese Pfähle haben eine große Bedeutung, da sie an den Gründungsmythos der verschiedenen Herkunftsregionen und deren Legenden erinnern. Neben diesem Ensemble befindet sich der Salon du Broussard („Broussard“ werden die auf dem Land lebenden europäischstämmigen Neukaledonier genannt), der eine Ranch der Westküste darstellt. Seite an Seite soll damit die Versöhnung der beiden Bevölkerungsgruppen symbolisiert werden.
Koordinaten: 48° 52′ 0,3″ N, 2° 20′ 4,8″ O